# Exit (curtmetratge)
Exit és un curtmetratge italià de Pino Quartullo i Stefano Reali de 1985. Als Premis Oscar de 1987 va ser nominat a un Oscar al millor curtmetratge. Va guanyar la Conquilla d'or al millor curtmetratge al Festival Internacional de Cinema de Sant Sebastià 1985.

## Argument
El 12 de juliol de 3503, un grup de vuit científics molt racionals van explorar l'altiplà de Quarehd oriental. Un dels científics ha estat aquí abans i vol ensenyar als altres el seu descobriment. Quan s'emociona massa, el líder de l'expedició li diu que redueixi les seves emocions al nivell permès.
Descobreixen un edifici del segle XX i intenten entendre la seva finalitat. A través d'una sèrie de coincidències, aconsegueixen tornar el lloc a la seva funció original: és un cinema. Al projector hi ha City Lights amb Charlie Chaplin. Quan la meitat del grup comença a riure durant una escena de boxa, el líder de l'expedició intenta destruir el projector perquè considera que aquesta reacció emocional és perjudicial. Hi ha un altercat físic amb un científic que vol evitar-ho. Mentrestant, Charlie Chaplin es mostra a la pantalla en una escena romàntica. Ara tot el grup queda captivat per l'espectacle i les llàgrimes flueixen. Consumeixen crispetes i refrescs i fins i tot s'abracen.

## Repartiment
- Blas Roca Rey
- Alvia Reale
- Monica Guazzini
- Bruno Maccallini
- Luca Di Fulvio
- Pino Quartullo
- Pasquale Anselmo
- Maria Paiato

## Producció
La pel·lícula forma part de la sèrie de curtmetratges de sis parts Passione mia dedicada al cinema per Monica Vitti, dirigida per Roberto Russo, que es va estrenar per a Rai Uno. En aquesta sèrie, els graduats del Centro spermimentale di cinematografia i de l'Accademia nazionale d'arte drammatica van tenir l'oportunitat de fer-se un nom, entre ells Pino Quartullo i Stefano Reali.